# Lockheed YF-22
El Lockheed/Boeing/General Dynamics YF-22 es un prototipo demostrador de tecnología de caza furtivo monoplaza y bimotor estadounidense, diseñado para la Fuerza Aérea de los Estados Unidos (USAF). El equipo de diseño, con Lockheed como contratista principal, fue finalista en la competición Advanced Tactical Fighter (ATF) de la USAF, y se construyeron dos prototipos para la fase de demostración/validación. El equipo del YF-22 ganó el concurso contra el equipo del YF-23 para el desarrollo a gran escala y el diseño se convirtió en el Lockheed Martin F-22. El YF-22 tiene una disposición y configuración aerodinámica similar a la del F-22, pero con diferencias notables en la forma general, como la posición y el diseño de la cabina, los empenajes de cola y las alas, y en la disposición estructural interna.
En la década de 1980, la USAF comenzó a buscar un reemplazo para sus aviones de combate, especialmente para contrarrestar a los avanzados Su-27 y MiG-29. Varias empresas, divididas en dos equipos, presentaron sus propuestas. Northrop y McDonnell Douglas presentaron el YF-23. Lockheed, Boeing y General Dynamics propusieron y construyeron el YF-22, que, aunque marginalmente más lento y con una sección radar equivalente más grande, era más ágil que el YF-23. El equipo Lockheed fue elegido por la Fuerza Aérea como ganador del ATF en abril de 1991. Tras la selección, el primer prototipo fue retirado y puesto en exhibición en el Museo de Pruebas de Vuelo de la Fuerza Aérea, mientras que el segundo continuó volando hasta que un accidente lo relegó al papel de vehículo de pruebas de antena, y luego fue almacenado.

## Desarrollo

### Definición de concepto

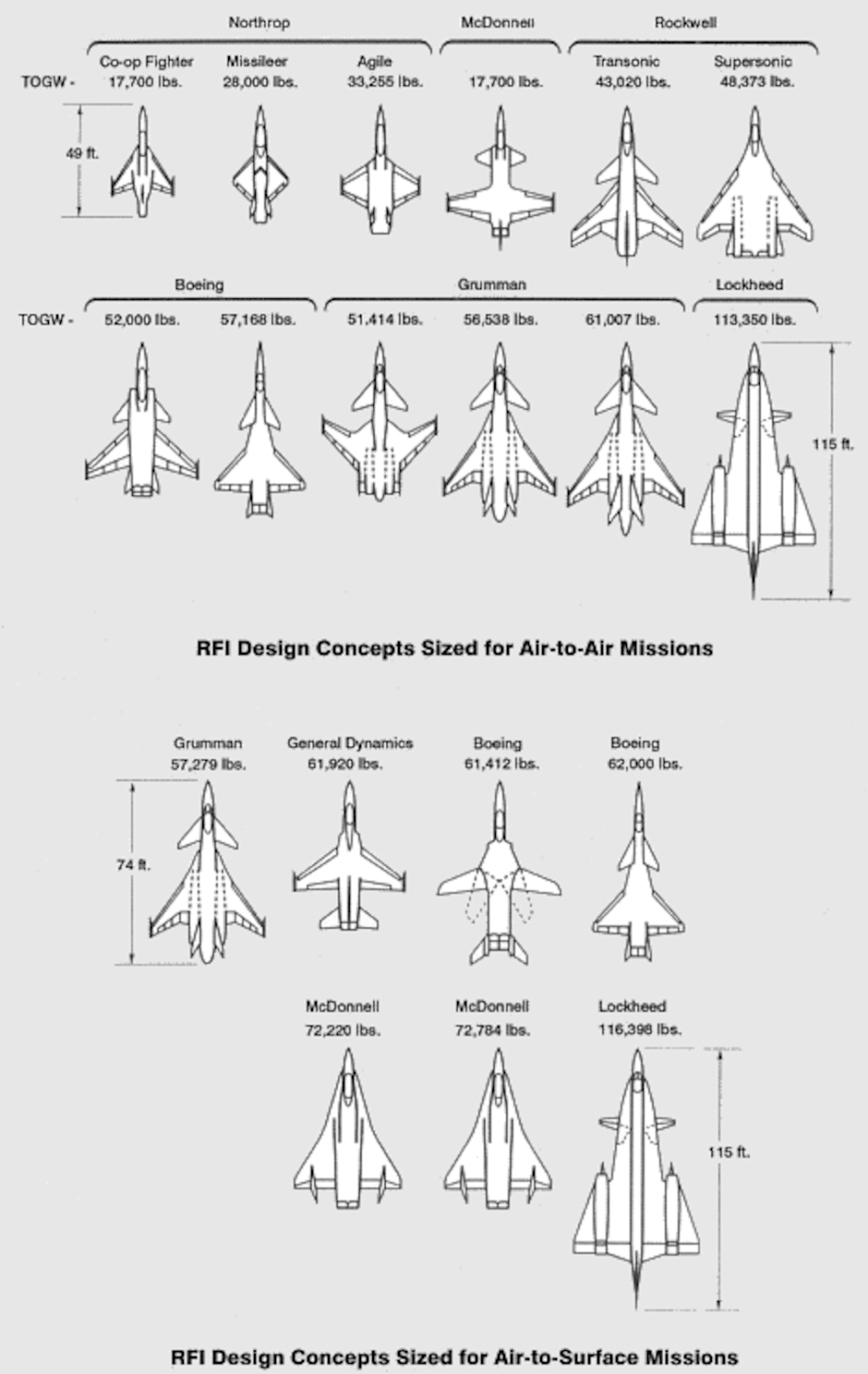
Diagrama de varios diseños presentados para la ATF RFI. Obsérvese el gran diseño de Lockheed inspirado en la familia del SR-71.

En 1981, la Fuerza Aérea de los Estados Unidos (USAF) comenzó a desarrollar los requisitos para un caza táctico avanzado (ATF) que finalmente se convertiría en un nuevo caza de superioridad aérea, para reemplazar al F-15 Eagle y al F-16 Fighting Falcon. Esto se hizo más crucial por las amenazas mundiales emergentes, incluyendo el desarrollo y proliferación de los aviones de combate soviéticos de clase MiG-29 "Fulcrum" y Su-27 "Flanker", el sistema de alerta y control aéreo (AWACS) A-50 "Mainstay" y sistemas de misiles tierra-aire más avanzados. El ATF aprovecharía las nuevas tecnologías en diseño de cazas que se avecinaban, incluidos materiales compuestos, aleaciones ligeras, sistemas avanzados de aviónica y control de vuelo, sistemas de propulsión más potentes y tecnología furtiva.
En mayo de 1981, la USAF envió una solicitud de información (RFI) sobre el ATF a la industria aeroespacial para explorar cómo podrían ser los futuros aviones de combate y, posteriormente, estableció un Equipo de Desarrollo de Conceptos (CDT) para analizar los resultados. Inicialmente llamado con el nombre en código "Senior Sky", el ATF en ese momento todavía estaba en medio de la definición de requisitos, considerando misiones aire-aire y aire-tierra, y en consecuencia hubo una variedad sustancial en las respuestas de la industria. El concepto inicial de Lockheed era un avión particularmente grande llamado CL-2016, apodado "crucero de batalla" por su tamaño, que se parecía a su SR-71/YF-12 con grandes alas en delta y motores montados en góndolas espaciadas lejos del fuselaje, y habría tenido una velocidad operativa y altitud similares a las de un avión lanzamisiles.
En 1983, el Equipo de Desarrollo de Conceptos de ATF se convirtió en la Oficina del Programa del Sistema (SPO) en la Base de la Fuerza Aérea Wright-Patterson. Después de conversaciones con compañías aeroespaciales y el Mando Aéreo Táctico (TAC), el CDT/SPO redujo los requisitos a un caza de superioridad aérea con un rendimiento cinemático sobresaliente en velocidad y maniobrabilidad, para reemplazar al F-15. Además, el SPO comenzó a enfatizar cada vez más el sigilo para aumentar la capacidad de supervivencia debido a la experiencia de la Fuerza Aérea en proyectos del "mundo negro" como el Have Blue/F-117 (Senior Trend) y el programa Advanced Technology Bomber (ATB) (que daría como resultado el B-2, o Senior Ice). Como el sigilo se convirtió en un requisito fundamental, el equipo de diseño de Lockheed, dirigido por Bart Osborne bajo su división Skunk Works en Burbank, California, abandonó su concepto inicial de "crucero de batalla" similar al SR-71 y, en su lugar, comenzó a diseñar un avión que se asemejara al F-117. Sin embargo, la forma facetada, resultante de que Lockheed utilizara el mismo programa informático "Echo" que había empleado para diseñar el F-117, le daba al diseño un rendimiento aerodinámico muy pobre, que lo haría inadecuado para un caza. Lockheed se desempeñó pobremente durante toda la fase de exploración del concepto, ubicándose entre los últimos lugares de los contratistas competidores.

### Demostración y validación
En noviembre de 1984, la SPO había reducido aún más los requisitos y publicó la Declaración de Necesidad Operacional (SON), con requisitos que solicitaban un caza de  22 700 kg de peso al despegue y ponía gran énfasis en el sigilo y en el crucero supersónico sin postcombustión, o supercrucero. En septiembre de 1985, la Fuerza Aérea envió una solicitud técnica de propuestas (RFP) a varios equipos de construcción de aeronaves para demostración y validación (Dem/Val). Además de los exigentes requisitos técnicos del ATF, la Dem/Val también concedió gran importancia a la ingeniería de sistemas, a los planes de desarrollo tecnológico y a la mitigación de riesgos. Las cuatro propuestas principales, reducidas posteriormente a dos para reducir los costes del programa, procederían con la Dem/Val como finalistas. En ese momento, la Fuerza Aérea esperaba adquirir 750 ATF a un coste unitario de 35 millones de dólares en dólares del año fiscal 1985 (~ 84,2 millones de dólaresen 2023). Además, la Armada de los Estados Unidos, bajo la presión del Congreso, finalmente anunció que utilizaría un derivado del ganador del ATF para reemplazar a su F-14 Tomcat como el Navy Advanced Tactical Fighter (NATF) y solicitó la adquisición de 546 aviones.
Después de un pobre desempeño durante la exploración del concepto ATF y de perder el ATB ante Northrop, que tenía un diseño de superficies curvas, Lockheed abandonó el facetado en 1984 y comenzó a incorporar formas y superficies redondeadas. Aunque sus herramientas analíticas inicialmente no eran capaces de realizar cálculos para tales formas, los buenos resultados empíricos de las pruebas de alcance del radar en Helendale, California, dieron a Lockheed confianza para diseñar un avión furtivo con superficies suaves y curvas, mejorando así en gran medida sus características aerodinámicas. A medida que Lockheed fue gradualmente capaz de analizar formas curvas,  el diseño final presentado para Dem/Val, designado Configuration 090P, tendría una forma de fuselaje delantero en forma de punta de flecha, alas trapezoidales en flecha, cuatro superficies de empenaje, conductos de entrada en forma de S que oscurecen la cara del motor y un lanzador de misiles rotatorio interno. Además del cambio en el diseño de la aeronave, Lockheed también trasladó mucho más talento de ingeniería y mano de obra a su esfuerzo ATF, nombrando a Sherman Mullin como gerente del programa, y sus propuestas preliminares fueron agresivamente revisadas por un grupo liderado por el general retirado de la Fuerza Aérea Alton D. Slay. Las mejoras propuestas resultantes fueron sustanciales, particularmente el volumen de ingeniería de sistemas.
La RFP del ATF sufriría algunas modificaciones después de su primera publicación; la SPO aumentó drásticamente los requisitos de furtividad en todos los aspectos en diciembre de 1985, después de las discusiones con Lockheed y Northrop con respecto a sus experiencias con el Have Blue/F-117 y el ATB/B-2, y el requisito de volar prototipos demostradores de tecnología se agregó en mayo de 1986, debido a las recomendaciones de la Comisión Packard. Siete empresas presentaron ofertas en julio de 1986. Debido a las inmensas inversiones que se esperaba que las empresas hicieran por su cuenta, la SPO fomentó la formación de equipos. Tras la presentación de propuestas, Lockheed, Boeing y General Dynamics formaron un equipo para desarrollar cualquiera de sus diseños propuestos si alguno fuera seleccionado. Northrop y McDonnell Douglas formaron un equipo con un acuerdo similar.
El 31 de octubre de 1986, Lockheed y Northrop, los dos líderes de la industria de aviones furtivos, fueron seleccionados en primer y segundo lugar respectivamente; Sherman Mullin atribuiría el primer puesto al volumen de ingeniería del sistema de la propuesta de Lockheed. Los dos equipos, Lockheed/Boeing/General Dynamics y Northrop/McDonnell Douglas, obtuvieron contratos por 691 millones de dólares en dólares del año fiscal 1985 (unos 1660 millones de dólares de 2023) y emprenderían una fase de demostración de 50 meses, que culminaría con la prueba en vuelo de los prototipos de los dos equipos, el YF-22 y el YF-23; Pratt & Whitney y General Electric habían recibido anteriormente contratos para desarrollar los sistemas de propulsión del prototipo en competencia, con las designaciones YF119 e YF120 respectivamente. Dado que el requisito de prototipos volantes fue una adición tardía debido a la presión política, los mismos debían ser vehículos de "máximo esfuerzo", y no estar destinados a realizar un vuelo competitivo o representar un avión de producción, sino a demostrar la viabilidad de su concepto y mitigar los riesgos.

### Evolución del diseño
El trabajo se dividiría aproximadamente de manera equitativa entre el equipo. Debido a que la propuesta de Lockheed fue seleccionada como una de los ganadores, la compañía asumió el liderazgo de los socios del programa. Sería responsable del fuselaje delantero y de la cabina en Burbank, así como del ensamblaje final en Palmdale, California. Mientras tanto, las alas y el fuselaje de popa serían construidos por Boeing en Seattle, Washington, y el fuselaje central, las bodegas de armas, la cola y el tren de aterrizaje serían construidos por General Dynamics en Fort Worth, Texas. El equipo también invertiría 675 millones de dólares (unos 1500 millones de 2023) combinados en su esfuerzo ATF durante la Dem/Val, además de las adjudicaciones de contratos gubernamentales. Los socios aportaron su experiencia y propuestas de diseño. El diseño de Boeing era grande y largo, con una entrada de aire montada en la barbilla, alas trapezoidales, superficies del empenaje en V (consideradas suficientes debido a la alta velocidad operativa) y armas internas paletizadas. El diseño de General Dynamics era más pequeño, con fuselaje y alas en delta optimizadas para la maniobra y el supercrucero, entradas de aire montadas en los hombros, una gran cola vertical como única superficie del empenaje que comprometía el sigilo en todos los aspectos y compartimentos de armas en el fuselaje central. Sin embargo, gran parte del escrutinio del equipo recayó sobre la Configuration 090P de Lockheed, que se presentaba problemática debido a que era muy inmadura, como resultado del mayor enfoque de Lockheed en la ingeniería de sistemas en lugar de en un diseño puntual. Sin embargo, la 090P fue el punto de partida inicial que el equipo trabajó para perfeccionar.
Durante la Dem/Val, la SPO llevó a cabo Revisiones de los Requisitos del Sistema (SRR) con los equipos de contratistas y utilizó los resultados de sus estudios de desempeño y comercio de costes para ajustar los requisitos del ATF y eliminar aquellos que eran impulsores significativos de peso y coste, pero que tenían un valor marginal. La necesidad de ocho misiles internos (representados por el modelo base AIM-120A)  se redujo a seis. El equipo perfeccionó continuamente el diseño, haciendo un uso extensivo de métodos analíticos y empíricos, tales como pruebas en túnel de viento (18 000 horas al final de la Dem/Val), pruebas de poste de alcances de radar y software fluidodinámica computacional (CFD) y diseño asistido por computadora (CAD). A principios de 1987, el diseño había evolucionado a la Configuration 095, que reemplazaba el lanzador rotatorio por un compartimiento de armas más plano para reducir el volumen y la resistencia, y las formas del fuselaje delantero y de las extensiones de la raíz del borde de ataque fueron reconfiguradas para evitar momentos de cabeceo incontrolables. En esa época, el diseño se había dividido en dos familias: el prefijo 500, que representaba el diseño completo del sistema (o Concepto de Sistema Preferido, PSC), que se llevaría a cabo para el desarrollo a gran escala, y el prefijo 1000, que representaba la misma forma externa, pero estaba diseñada para construirse como prototipo de vehículo aéreo; la configuración 095 se convirtió así en 595 y en 1095 respectivamente.
A mediados de 1987, un análisis de peso detallado de la configuración 595/1095 reveló que tenía un sobrepeso de 4100 kg aunque nominalmente todavía pudiera cumplir con los parámetros de maniobra. Como era probable que el peso aumentara y no se pudieran hacer concesiones, el equipo decidió empezar de nuevo con un diseño nuevo en julio de 1987, y Lockheed incorporó un nuevo director de ingeniería de diseño, Richard Cantrell. Se exploraron varios diseños diferentes y después de un esfuerzo intensivo de tres meses, el equipo eligió un nuevo diseño, la Configuration 614/1114, como punto de partida a finales de 1987, con entradas montadas en los hombros y alas delta en forma de diamante similares a las del diseño de General Dynamics, y cuatro superficies de empenaje; en particular, las características aerodinámicas del delta en forma de diamante se acercaban al perfil trapezoidal aflechado original, al tiempo que ofrecían un peso estructural mucho menor debido a la cuerda de raíz más larga. El diseño evolucionó durante el resto de 1987 y hasta mayo de 1988, cuando la Configuration 632/1132 quedó congelada como YF-22. Los cambios incluyeron las formas de las superficies del empenaje a rombos y el reajuste del contorno del fuselaje delantero y trasero para reducir la resistencia a las ondas, después de la eliminación del requisito del inversor de empuje después de otro SRR; las toberas de vectorización de empuje del prototipo aún conservaban algunas disposiciones de hardware de inversión de empuje, lo que resultó en que el fuselaje trasero del prototipo fuera más voluminoso de lo necesario. Al final, el peso de despegue de 22 680 kg resultó ser inalcanzable para ambos equipos y se ajustó a 27 200 kg, lo que hizo que el empuje del motor aumentase de la clase de 133 kN (30 000 lbf) a la de 156 kN (35 000 lbf). Si bien la configuración del YF-22 quedó congelada en un estado inmaduro relativamente pronto después del rediseño para comenzar la construcción de los prototipos, el equipo continuó evolucionando la configuración y el diseño del PSC en el F-22 para el desarrollo a gran escala.
Además del diseño avanzado del vehículo aéreo y de la propulsión, el ATF necesitaba un sistema de aviónica integrado para la fusión de sensores para aumentar la conciencia situacional del piloto y disminuir la carga de trabajo; esto exigía un salto en la capacidad de sensores y aviónica. El desarrollo de la aviónica estuvo marcado por extensas pruebas y creación de prototipos, y contó con el apoyo de laboratorios en tierra y en vuelo, siendo Boeing el responsable de la integración de la aviónica. Como el YF-22 era un demostrador de tecnología para la estructura y los motores, no tendría ninguno de los sistemas de aviónica de misión. Boeing construiría el Prototipo Terrestre de Aviónica (AGP) y también proporcionaría un Boeing 757 modificado con los sistemas de misión como laboratorio volante para el desarrollo de la aviónica; este avión más tarde sería llamado Flying Test Bed (Bancada Volante). La SPO también ajustaría los requisitos de aviónica como resultado de los SRR con los contratistas. El radar de visión lateral y el sistema de búsqueda y seguimiento por infrarrojos (IRST) se eliminaron del requisito básico y se convirtieron en disposiciones para una posible incorporación futura, y la SPO estableció en 1989 un límite de 9 millones de dólares en dólares del año fiscal 1985 (alrededor de 21,7 millones en 2023) en aviónica por aeronave en la propuesta de base para el desarrollo a gran escala.
Designado formalmente como YF-22A, el primer avión (PAV-1, matrículas 87-0700, N22YF), con el motor GE YF120, se presentó el 29 de agosto de 1990 y voló por primera vez el 29 de septiembre del mismo año, despegando desde Palmdale pilotado por David L. Ferguson. El segundo YF-22A (PAV-2, s/n 87-0701, N22YX) con el P&W YF119 realizó su vuelo inaugural el 30 de octubre a manos del piloto de pruebas jefe Thomas A. Morgenfeld. El avión recibió el nombre no oficial de "Lightning II" en honor al caza de la era de la Segunda Guerra Mundial de Lockheed, el P-38 Lightning, que persistió hasta a mediados de los años 1990, cuando la USAF nombró oficialmente al F-22 de producción como "Raptor". El F-35 recibió más tarde el nombre de "Lightning II" en 2006.

### Variante naval
Debido a la presión del Congreso, la Marina de los Estados Unidos se unió al programa ATF inicialmente como observador, y en 1988 anunció que adquiriría una variante/derivado del diseño ganador, como NATF, para reemplazar al F-14. Debido a que el NATF tendría una velocidad de aterrizaje menor que el ATF y aun así alcanzaría velocidades de clase Mach 2, el diseño del NATF del equipo de Lockheed incorporaría alas de geometría variable, aunque el avión resultante habría sido más pesado, más complejo y más costoso que su contraparte ATF. Lockheed presentaría su diseño NATF junto con su propuesta de desarrollo a gran escala del ATF en diciembre de 1990, aunque la Marina se retiraría del programa poco después debido a los costes.

## Diseño

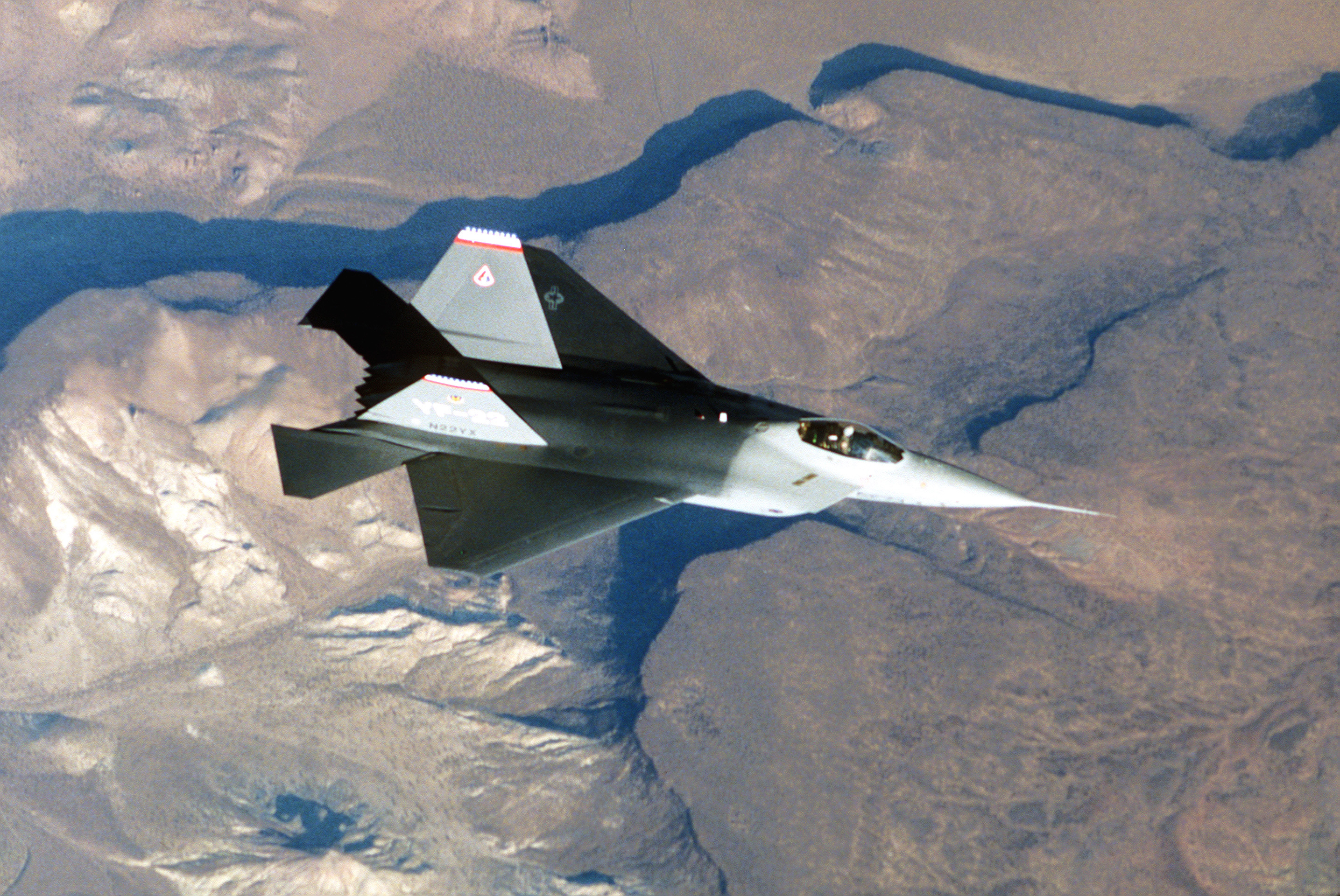
El diseño del YF-22 (Configuration 1132) con planta de ala delta en forma de diamante.

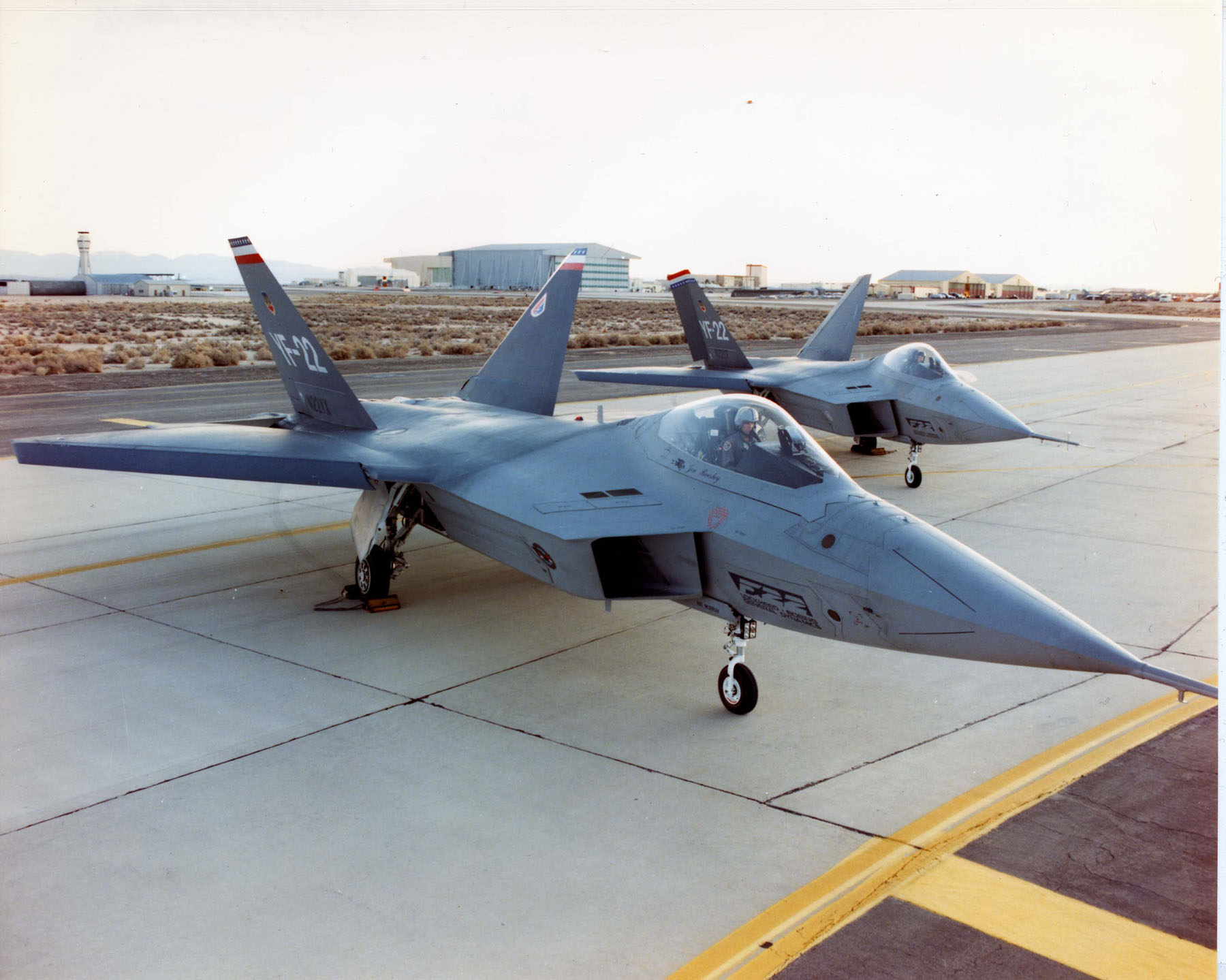
Ambos aviones YF-22 en una calle de rodaje en la Base Edwards de la Fuerza Aérea.

El YF-22 (designado internamente como Configuration 1132) fue un prototipo de vehículo aéreo destinado a demostrar la viabilidad del vehículo aéreo y del diseño de propulsión del ATF, que en última instancia estaba destinado a cumplir con los requisitos de la USAF en cuanto a capacidad de supervivencia, supercrucero, furtividad y facilidad de mantenimiento. La estructura del avión tiene grandes alas delta en forma de diamante, entradas de aire montadas en los hombros, tres bodegas de armas internas y cuatro superficies de empenaje: colas verticales inclinadas con timones y estabilizadores horizontales totalmente móviles. Todos los bordes principales estaban alineados en un conjunto común de ángulos para facilitar la furtividad. Posee un tren de aterrizaje triciclo, un receptáculo de reabastecimiento aéreo centrado en su columna vertebral y un freno aerodinámico entre las colas verticales. La cabina posee una cubierta sin marcos. En comparación con su homólogo de Northrop/McDonnell Douglas, el YF-22 tiene un diseño más convencional: sus alas tienen superficies de control más grandes, como un borde de ataque de envergadura completa, y, mientras que el YF-23 tenía dos superficies de cola, el YF-22 tenía cuatro, lo que lo hacía más maniobrable que su homólogo.
El YF-22 estaba propulsado por dos motores, el General Electric YF120 montado en el primer avión y el Pratt & Whitney YF119 en el segundo. Las entradas de motor con geometría fija están espaciadas lejos del fuselaje delantero para desviar la capa límite y generar choques oblicuos con la esquina interior superior para una compresión supersónica eficiente; los conductos de entrada serpentinos protegen completamente las caras del motor de cualquier vista exterior. Las boquillas de vectorización de empuje bidimensional reducen la firma infrarroja al aplanar la columna de escape y facilitar su mezcla con el aire ambiente. Las quillas se extienden desde el morro a lo largo de los lados del fuselaje delantero, donde finalmente se encuentran con el borde superior de las tomas; estas luego se transforman en extensiones de la raíz del borde de ataque afiladas más atrás. Estos producen vórtices que mejoran las características de alto ángulo de ataque. El avión poseía una estabilidad relajada y estaba controlado mediante fly-by-wire. Para reducir la resistencia supersónica para el supercrucero, se aplica la regla del área a la forma del fuselaje y la mayor parte del volumen del fuselaje se encuentra por delante del borde de salida del ala, aunque el rediseño tardío de la configuración significó que la forma del prototipo era inmadura y no estaba del todo refinada.

### NATF-22
El diseño del equipo Lockheed para el Navy Advanced Tactical Fighter (NATF), a veces denominado "NATF-22" o "F-22N" (el diseño nunca fue designado formalmente), habría diferido de la versión de la Fuerza Aérea en muchos aspectos. Debido a que el NATF necesitaba velocidades de aterrizaje más bajas que el F-22 para realizar operaciones embarcadas y al mismo tiempo alcanzar velocidades de la clase Mach 2, el diseño habría incorporado alas de geometría variable; además, la Armada puso mayor énfasis en el tiempo de espera para la defensa aérea de la flota en lugar del supercrucero, por lo que las alas de geometría variable también mejoraban la resistencia. La forma del fuselaje era similar, mientras que el tren de aterrizaje y el gancho de detención fueron reforzados para los aterrizajes en portaaviones; todos estos cambios habrían resultado en un avión más pesado, más complejo y más costoso. Mantenía cuatro superficies de empenaje y toberas vectorizadoras de empuje, y la aviónica inicialmente habría sido en gran medida común con el F-22, aunque también se habían planeado sensores adicionales y aviónica de misión para realizar misiones marítimas. El diseño habría tenido una disposición similar de la bodega de armas, pero con un transporte de armas expandido, incluyendo el AIM-152 AAAM, el AGM-88 HARM y el AGM-84 Harpoon.
Si bien el equipo de Lockheed presentaría el diseño del NATF-22 con su propuesta de desarrollo a gran escala del F-22 en diciembre de 1990, la Armada comenzó a retirarse del programa NATF entre finales de 1990 y principios de 1991, abandonando por completo el NATF en el año fiscal 1992 debido al aumento de los costes, y el diseño nunca progresó más allá de Dem/Val para el desarrollo a gran escala o el desarrollo de ingeniería y fabricación (EMD). Lockheed y Boeing aprovecharían aspectos del diseño, como las alas de geometría variable, para varios conceptos del programa Advanced-Attack (AX) de la Armada, que más tarde se convirtió en el programa Advanced Attack/Fighter (A/FX) con capacidad de caza añadida, el sucesor del cancelado A-12 Avenger II; sin embargo, el A/FX también se cancelaría como resultado de la Revisión de abajo hacia arriba de 1993 debido a la presión presupuestaria posterior a la Guerra Fría.

## Historia operacional

### Evaluación

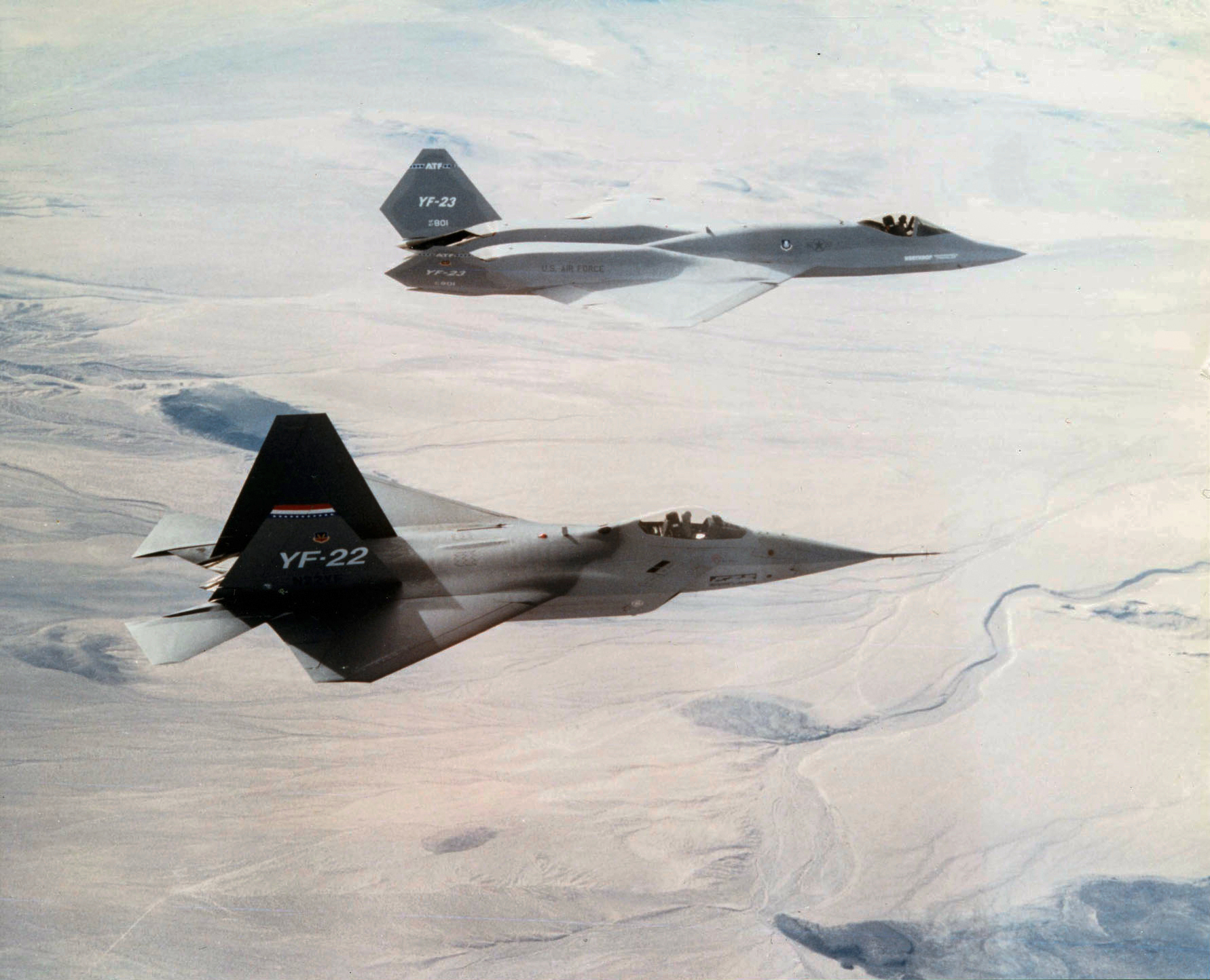
El YF-22 (primer plano) y el YF-23 (al fondo).

Las pruebas comenzaron con el primer vuelo del PAV-1 en el 29 de septiembre de 1990. Durante el vuelo de 18 minutos, el PAV-1 alcanzó una velocidad máxima de 460 km/h y una altura de 3800 m (12 500 pies), antes de aterrizar en la Base Edwards de la Fuerza Aérea. Tras el vuelo, Ferguson dijo que el resto del programa de pruebas del YF-22 se concentraría en "la maniobrabilidad del avión, tanto supersónica como subsónica". El segundo YF-22A (PAV-2, matrículas 87-0701, N22YX), con el P&W YF119, realizó su vuelo inaugural el 30 de octubre a manos del piloto Tom Morgenfeld.
Durante el programa de pruebas de vuelo, a diferencia del YF-23, los disparos de armas y los vuelos con un ángulo de ataque (AoA, o alfa alto) alto (60°) se llevaron a cabo con el YF-22. Aunque no era un requisito del programa, el avión disparó misiles AIM-9 Sidewinder y AIM-120 AMRAAM desde las bodegas de armas internas. Las pruebas de vuelo también demostraron que el YF-22, con sus toberas vectorizadoras de empuje, lograba velocidades de cabeceo de más del doble que las del F-16 en maniobras a baja velocidad, además de tener excelentes características de alto ángulo de ataque, con un alfa recortado de más de 60° volado. El primer prototipo, el PAV-1 con motores General Electric, alcanzó Mach 1,58 en supercrucero, mientras que el PAV-2 con los motores Pratt & Whitney alcanzó una velocidad máxima en supercrucero de Mach 1,43; la velocidad máxima superó Mach 2,0. Las pruebas de vuelo continuaron hasta el 28 de diciembre de 1990, fecha en la que se habían completado 74 vuelos y se habían acumulado 91,6 horas de vuelo. Después de las pruebas de vuelo, los equipos de contratistas presentaron propuestas para el desarrollo a gran escala del ATF, y el diseño PSC F-22 del equipo Lockheed se perfeccionó significativamente y evolucionó hasta la Configuration 638 para su presentación.
El 23 de abril de 1991, el Secretario de la Fuerza Aérea Donald Rice anunció al equipo Lockheed como el ganador de la competición ATF. El equipo de Lockheed recibió una calificación más alta en aspectos técnicos, se consideró que presentaba un riesgo menor (el YF-22 voló considerablemente más horas y realizó más salidas que su contraparte) y se consideró que tenía una gestión de programa más efectiva. Ambos diseños cumplieron o superaron todos los requisitos de rendimiento; el YF-23 era más sigiloso y más rápido, pero el YF-22 era más ágil. En la prensa aeronáutica se especuló que el diseño de Lockheed también se consideraba más adaptable al Navalized Advanced Tactical Fighter (NATF) de la Armada, pero la misma abandonó el NATF en 1992. En lugar de ser retirado, como en el caso del PAV-1, el PAV-2 realizó posteriormente salidas tras la competición, acumulando otras 61,6 horas de vuelo durante 39 vuelos. El 25 de abril de 1992, la aeronave sufrió graves daños durante un intento de aterrizaje como resultado de oscilaciones inducidas por el piloto. Fue reparado pero nunca volvió a volar, y en su lugar sirvió como vehículo de pruebas estáticas a partir de entonces. En 1991, se esperaba adquirir 650 F-22 de producción.

### Producción del F-22

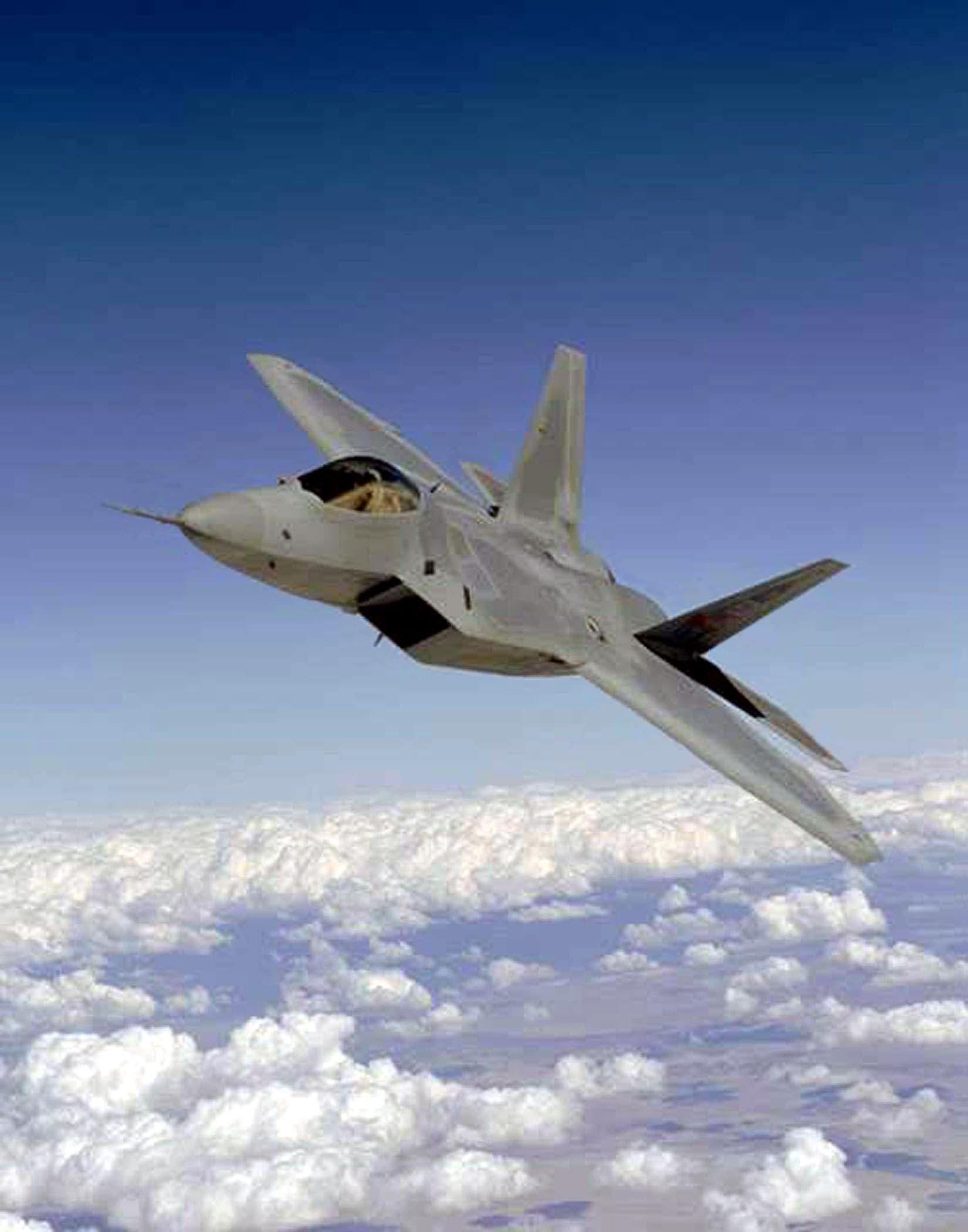
Las operaciones de vuelo de pruebas y entrenamiento del F/A-22 Raptor se reanudaron el 22 de marzo, después de un breve retraso tras un incidente de retracción del tren de morro en 2003.

Cuando el equipo de Lockheed ganó la competición ATF, se le adjudicó el contrato de desarrollo a gran escala, o ingeniería, fabricación y desarrollo (EMD) en agosto de 1991, inicialmente por un valor de aproximadamente 11 000 millones de dólares (~ 21 900 millones de dólares en 2023), lo que en última instancia le permitiría continuar con la producción de aviones operativos. El diseño EMD/producción se perfeccionaría y evolucionaría hacia la Configuration 645. El EMD inicialmente solicitó siete F-22A monoplaza y dos F-22B biplaza, aunque estos últimos fueron finalmente cancelados para ahorrar en costes de desarrollo y los pedidos se convirtieron a monoplazas. El 9 de abril de 1997 se presentó el primero de ellos: Spirit of America. Durante la ceremonia, el F-22 recibió el nombre oficial de "Raptor". Debido a la financiación limitada, el primer vuelo, que había sido programado previamente para mediados de 1996, tuvo lugar el 7 de septiembre de 1997. Las pruebas de vuelo del F-22 continuaron hasta 2005, y el 15 de diciembre de 2005, la USAF anunció que el Raptor había alcanzado su capacidad operativa inicial (IOC); con el colapso de la Unión Soviética y el Departamento de Defensa centrado en la contrainsurgencia en ese momento, la producción del F-22 solo alcanzó 195 aviones y finalizó en 2011.
En muchos aspectos, los YF-22 eran diferentes de los F-22 de producción/EMD a medida que el diseño progresaba desde la relativamente inmadura Configuration 632/1132 hasta la Configuration 645 final. A diferencia del F-117 Nighthawk, que inicialmente era difícil de controlar debido a los pequeños estabilizadores verticales, el YF-22 tenía el área de las aletas sobreespecificada por Lockheed. Por lo tanto, la compañía redujo el tamaño de los mismos en loa aviones F-22 en un 20-30 por ciento. Lockheed y sus socios rediseñaron la forma de los bordes de salida del ala y del estabilizador para mejorar la aerodinámica, la resistencia y las características de furtividad; la curvatura del ala y del estabilizador se redujo en 6° desde los 48°. Se cambiaron las formas del radomo y del fuselaje para mejorar el rendimiento del radar y la aerodinámica. Se eliminó el freno de aire específico en favor de superficies de control con abanderables utilizando las leyes de control. Finalmente, para mejorar la visibilidad del piloto, la cubierta de la carlinga se movió hacia adelante 178 mm y las tomas del motor se movieron hacia atrás 356 mm.

## Accidentes
En abril de 1992, el segundo YF-22 se estrelló mientras aterrizaba en la Base Edwards de la Fuerza Aérea. El piloto de pruebas, Tom Morgenfeld, escapó ileso. Se descubrió que la causa del accidente fue un error de software del control de vuelo que no pudo evitar una oscilación inducida por el piloto mientras se realizaba un vuelo de demostración a baja altitud. El avión fue reparado superficialmente pero nunca volvió a volar y luego fue utilizado como modelo de prueba de antena. En vista de este percance, las leyes de control de vuelo del F-22 tuvieron más en cuenta los efectos no lineales de la velocidad de la superficie de control/saturación de la posición y los mecanismos de activación del PIO.

## Supervivientes

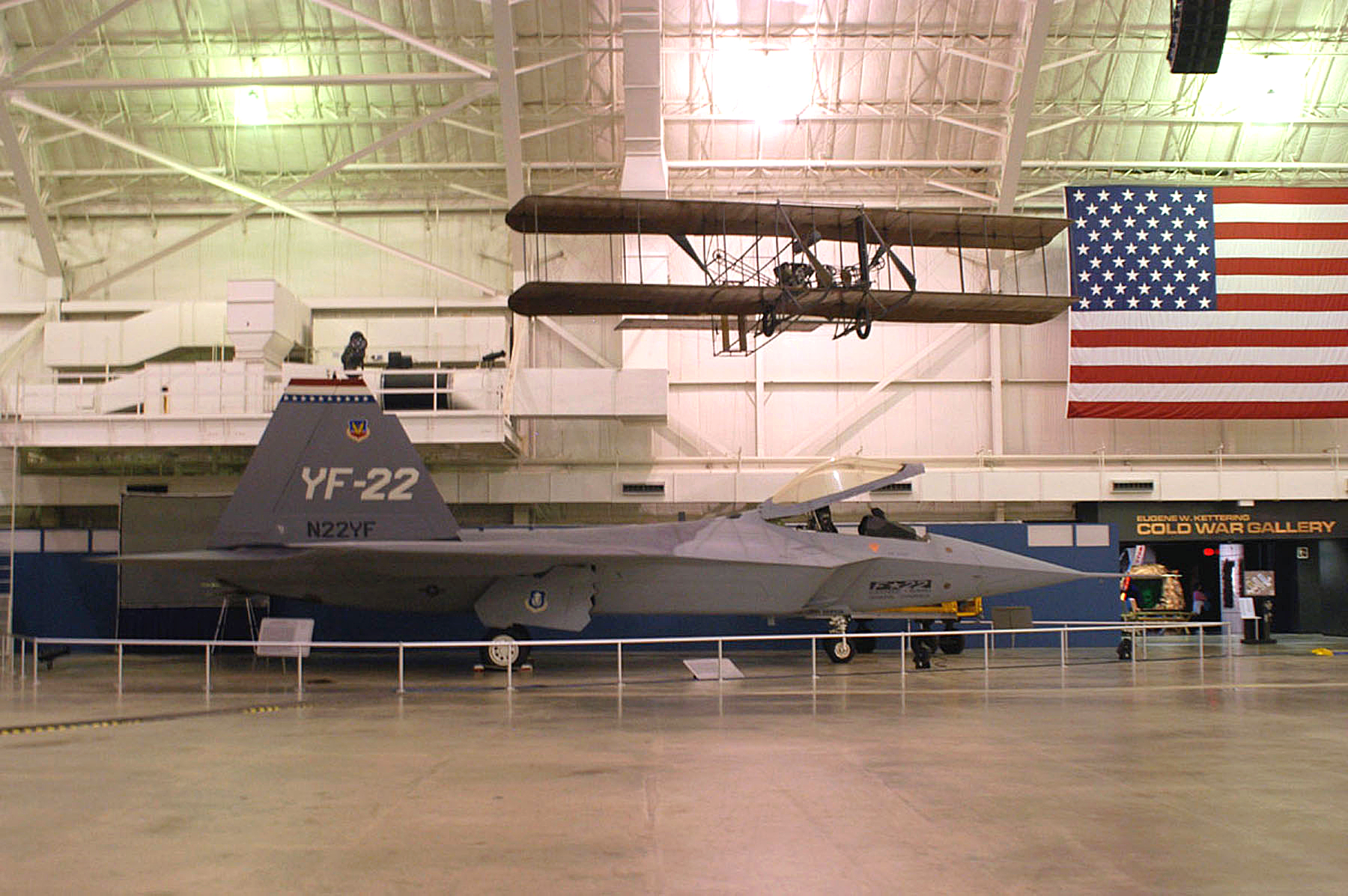
El YF-22 en exhibición en el Museo de la USAF.

- YF-22A PAV-1, S/N 87-0700: Museo del Centro de Pruebas de Vuelo de la Fuerza Aérea, Base Aérea Edwards, California.[55]
- YF-22A PAV-2, S/N 87-0701: Rome Laboratory, Rome (Nueva York).[56]

## Especificaciones (YF-22)
Referencia datos: Baker

### Características generales
- Tripulación: Uno (piloto)
- Longitud: 19,7 m (64,5 ft)
- Envergadura: 13,1 m (43 ft)
- Altura: 5,4 m (17,7 ft)
- Superficie alar: 77,1 m² (829,9 ft²)
- Peso vacío: 14 970 kg (32 993,9 lb)
- Peso cargado: 28 120 kg (61 976,5 lb)
- Planta motriz: 2× turbofán con postcombustión General Electric YF120-GE-100 o Pratt & Whitney YF119-PW-100.
  - Empuje normal: 105 kN (10 707 kgf; 23 605 lbf) de empuje cada uno.
  - Empuje con postquemador: 130 kN (13 256 kgf; 29 225 lbf) de empuje cada uno.
- Límites g: +7,9 g

### Rendimiento
- Velocidad máxima operativa (Vno): 2337 km/h (1452 MPH; 1262 kt) (Mach 2,2)
- Velocidad crucero (Vc): 1679 km/h (1043 MPH; 907 kt) (Mach 1,6)
- Alcance: 3700 km (1998 nmi; 2299 mi)
- Radio de acción: 1480 m (4856 ft)
- Techo de vuelo: 19 800 m (64 961 ft)
- Carga alar: 365 kg/m² (74,8 lb/ft²)
- Empuje/peso: 1,13
- Provisiones para
  - 1× cañón M61 Vulcan de 20 mm
  - 4× misil aire-aire de medio alcance AIM-120 AMRAAM
  - 2× misil aire-aire de corto alcance AIM-9 Sidewinder

## Aeronaves relacionadas

### Desarrollos relacionados
- Lockheed Martin F-22 Raptor
- Lockheed Martin FB-22
- Lockheed Martin X-44 MANTA

### Aeronaves similares
- Chengdu J-20
- Northrop YF-23

### Secuencias de designación
- Secuencia F-_ (Cazas estadounidenses, 1962-presente): ← F-18/E-F - F-20 - F-21 - F-22 (YF-22/FB-22) - F-23 - F-35 - F-47 →